# Admisión variable
La admisión variable es utilizada en los motores de combustión interna para mejorar el llenado (aire) del cilindro , obteniendo así una mayor eficiencia y reducir la polución producida por el mismo.

## Diseño del múltiple de admisión
El diseño de la cañería por donde ingresa el aire fresco hacia el cilindro es un factor determinante en cuanto al aprovechamiento de las ondas de presión producidas cuando el pistón desciende de PMS al PMI .
Estas ondas de presión favorecen el llenado de la cámara de combustión, aprovechadas por la geometría del múltiple de admisión.

Geometría del múltiple para los diferentes regímenes: 
- Régimen bajo: Diámetro reducido y largo considerable para beneficiarse de la onda de presión negativa producida al descender el pistón y posteriormente la onda de presión positiva subproducto de lo anterior mencionado.
- Régimen alto: Largo reducido y diámetro considerable para disminuir la resistencia al flujo de aire y succionar la mayor cantidad de aire posible.

## Funcionamiento
La admisión variable , con el fin de aumentar el rendimiento volumétrico , combina estas dos geometrías nombradas, controlando la entrada de aire por los diferentes conductos, ya sea por una doble mariposa de aceleración o eléctricamente.
- Datos: Q24960739